# Броньківська сільська рада
Бро́ньківська сільська́ ра́да — адміністративно-територіальна одиниця та орган місцевого самоврядування в Іршавському районі Закарпатської області. Адміністративний центр — село Бронька.

## Загальні відомості
- Територія ради: 33,82 км²
- Населення ради: 3718 осіб (станом на 2001 рік)

Розташована в гірській частині на берегах річки Боржава.

## Населені пункти
Сільській раді були підпорядковані населені пункти:
- с. Бронька
- с. Суха

## Склад ради
Рада складалася з 14 депутатів та голови.
- Голова ради: Кузан Юрій Юрійович

### Керівний склад попередніх скликань
| Прізвище, ім'я, по батькові | Основні відомості                                                 | Дата обрання | Дата звільнення |
| --------------------------- | ----------------------------------------------------------------- | ------------ | --------------- |
| Білей Михайло Михайлович    | Сільський голова, 1956 року народження, безпартійний              | 26.03.2006   | 11.03.2008      |
| Кузан Юрій Юрійович         | Сільський голова, 1977 року народження, освіта вища, безпартійний | 30.11.2008   | 31.10.2010      |
| Кузан Юрій Юрійович         | Сільський голова, 1977 року народження, освіта вища, безпартійний | 31.10.2010   | 25.10.2015      |
| Кузан Юрій Юрійович         | Сільський голова, 1977 року народження, освіта вища, безпартійний | 25.10.2015   |                 |

Примітка: таблиця складена за даними сайту Верховної Ради України та ЦВК

### Депутати VII скликання
За результатами місцевих виборів 2015 року депутатами ради стали:

#### За суб'єктами висування
| Суб'єкт висування | Кількість обраних депутатів | %      |
| ----------------- | --------------------------- | ------ |
| Самовисування     | 14                          | 100.00 |

#### За округами
| № округу | Прізвище, ім'я, по батькові  | Ким висунуто  | Дата нар.  | Освіта           | Партійна приналежність                                        | Відомості                                  |
| -------- | ---------------------------- | ------------- | ---------- | ---------------- | ------------------------------------------------------------- | ------------------------------------------ |
| 1        | Ребрей Ярослав Дмитрович     | Самовисування | 17.11.1965 | загальна середня | безпартійний                                                  | підприємець                                |
| 2        | Урбан Мар'яна Іванівна       | Самовисування | 14.08.1979 | загальна середня | безпартійна                                                   | Тимчасово не працює                        |
| 3        | Шега Наталія Іванівна        | Самовисування | 08.04.1975 | загальна середня | безпартійна                                                   | Броньківська сільська рада, секретар       |
| 4        | Будул Тетяна Василівна       | Самовисування | 07.12.1976 | загальна середня | безпартійна                                                   | Броньківський ДНЗ, двірник                 |
| 5        | Будул Василь Васильович      | Самовисування | 22.04.1984 | загальна середня | безпартійний                                                  | підприємець                                |
| 6        | Плешко Марія Федорівна       | Самовисування | 22.09.1961 | загальна середня | безпартійна                                                   | Тимчасово не працює                        |
| 7        | Симканич Руслан Іванович     | Самовисування | 18.12.1977 | загальна середня | безпартійний                                                  | Броньківський ДНЗ, оператор газового котла |
| 8        | Кузан Світлана Іванівна      | Самовисування | 08.08.1980 | загальна середня | безпартійна                                                   | Крамниця, продавець в с. Суха              |
| 9        | Райда Алла Василівна         | Самовисування | 11.08.1975 | вища             | член політичної партії Всеукраїнське об'єднання «Батьківщина» | Броньківська ЗОШ І-ІІІ ст., вчитель        |
| 10       | Кузан Михайло Юрійович       | Самовисування | 05.10.1988 | вища             | безпартійний                                                  | підприємець                                |
| 11       | Білей Михайло Васильович     | Самовисування | 08.03.1980 | загальна середня | безпартійний                                                  | підприємець                                |
| 12       | Білей Наталія Іванівна       | Самовисування | 19.10.1984 | вища             | безпартійна                                                   | Сухівска ЗОШ І-ІІ ст., вчитель             |
| 13       | Поринець Світлана Михайлівна | Самовисування | 12.03.1977 | загальна середня | безпартійна                                                   | Сухівска ЗОШ І-ІІ ст., вчитель             |
| 14       | Пупена Віра Іванівна         | Самовисування | 12.09.1973 | вища             | безпартійна                                                   | Сухівска ЗОШ І-ІІ ст., директор            |

## Архітектурні та історичні пам'ятки
- руїни «Бронецького» замку який був сторожовим постом Римської держави в першому столітті до н. е.
- природний заказник «Ріка».

## Корисні копалини
- камінь-андезит
- пісковик
- розсипи залізної руди.

## Відомі люди
- Кремінь Дмитро Дмитрович (1953 р.н.) — письменник, лауреат Шевченківської премії
- Філеш В. В. — живописець, автор книжок «Боржавська елегія», «Розп'ята совість», «Гармонія».

## Населення
Згідно з переписом УРСР 1989 року чисельність наявного населення сільської ради становила 3632 особи, з яких 1777 чоловіків та 1855 жінок.
За переписом населення України 2001 року в сільській раді мешкало 3718 осіб.

### Мова
Розподіл населення за рідною мовою за даними перепису 2001 року:
| Мова       | Відсоток |
| ---------- | -------- |
| українська | 99,11 %  |
| російська  | 0,67 %   |
| угорська   | 0,11 %   |
| білоруська | 0,05 %   |
| словацька  | 0,03 %   |